# Rebecca Ann King
Rebecca Ann King (Hancock, 1950) è una modella statunitense, eletta Miss America 1974.
Rebecca King era una studentessa di giurisprudenza. La mattina dopo l'incoronazione espresse le proprie idee politiche femministe. Laureata in giurisprudenza presso l'università di Denver, è diventata un avvocato divorzista. Ha fatto pressioni nei confronti dell'organizzazione di Miss America affinché venissero riconosciuti più punti nella fase delle interviste alle concorrenti del concorso, e ha parlato per promuovere l'emancipazione femminile in molte scuole e organizzazioni. Ha sposato il banchiere George Dreman.